# Helen M. Lynd
Helen Merrell Lynd (* 17. März 1886 in La Grange, Illinois; † 30. Januar 1982 in New York City) war eine US-amerikanische Soziologin, Sozialpsychologin, Historikerin und Pädagogin. Sie wurde durch die Middletown-Studien in Muncie (Indiana) bekannt, die sie zusammen mit ihrem Ehemann Robert S. Lynd betrieb. Die daraus entstandenen gemeinsamen Publikationen zählen zu den Klassikern der Stadtsoziologie.

## Leben
Helen Merrell studierte bis 1919 am College in Wellesley, Massachusetts. Nach dem B.A.-Examen arbeitete sie zwei Jahre als Lehrerin. 1921 heiratete sie Robert S. Lynd und nahm ein Studium an der Columbia University auf, das sie mit dem M.A.-Examen abschloss. Von 1924 bis 1929 arbeitete sie an den sogenannten Middletown-Studien mit, die ihr Ehemann als Forschungsdirektor leitete. Das Ehepaar wohnte zwei Jahre (1924–1926) am Ort ihrer Untersuchung in Indiana.
Von 1928 bis 1964 lehrte Helen M. Lynd als Professorin an der sozialwissenschaftlichen Fakultät des Sarah Lawrence College. Während dieser Zeit wurde sie 1944 von der Columbia University zum Ph.D. promoviert.

## Schriften (Auswahl)
- Robert S. Lynd, Helen M. Lynd: Middletown: A Study in Contemporary American Culture. New York 1929.
- Robert S. Lynd, Helen M. Lynd: Middletown in Transition: A Study in Cultural Conflicts. New York 1937.